# (2298) Cindijon
(2298) Cindijon es un asteroide que forma parte del cinturón de asteroides y fue descubierto el 2 de octubre de 1915 por Maximilian Franz Wolf desde el Observatorio de Heidelberg-Königstuhl, Alemania.

## Designación y nombre
Cindijon recibió al principio la designación de A915 TA.
Posteriormente se nombró en honor de Cynthia Louise Marsden y Jonathan Brian Marsden, hijos del astrónomo alemán Brian Marsden (1937-2010).

## Características orbitales
Cindijon está situado a una distancia media de 2,406 ua del Sol, pudiendo alejarse hasta 2,822 ua y acercarse hasta 1,989 ua. Su excentricidad es 0,1731 y la inclinación orbital 5,164 grados. Emplea 1363 días en completar una órbita alrededor del Sol.

## Características físicas
La magnitud absoluta de Cindijon es 12,8.